# Чемпіонат світу з біатлону 2016
51-й чемпіонат світу з біатлону пройшов у Голменколлені, Осло, Норвегія, з 3 по 13 березня 2016 року на Національній арені Холменколлена.
Холменколлен приймав чемпіонати світу з біатлону 1986, 1990, 1999, 2000 та 2002 років. В 2016 році чемпіонат світу тут пройшов вшосте.
До програми чемпіонату увійшли 11 змагань із окремих дисциплін: спринту, гонки переслідування, індивідуальної гонки, мас-старту та естафет — жіночої, чоловічої і змішаної.
Участь в світовій першості взяли 324 спортсмена з 34 країн світу.

## Вибори місця проведення
Місце проведення Чемпіонату світу з біатлону 2016 було визначено 2 вересня 2012 року на 10 Черговому Конгресі IBU в Мерано, Італія. Голменколлен був єдиним претендентом на проведення світової першості.

## Організація проведення

### Організаційний комітет
Для організації чемпіонату світу з біатлону було створене підприємство Skiskytter VM 2016 AS («Oslo2016»), що на 70 % належить Асоціації біатлону Норвегії та 30 % — Асоціації сприяння та розвитку лижних видів спорту (Skiforeningen). Офіційною приймаючою стороною чемпіонату став муніципалітет міста Осло. Головою ради директорів було призначено Інге Хансена; також було створено консультативну раду, до якої увійшли: мер Осло, представники поліції, NRK, Visit Oslo, Ruter (мережа громадського транспорту Осло), колишні біатлоністи.
Організаційний комітет, що підпорядковувася Skiskytter VM 2016 AS («Oslo2016»), очолив Пер Бергеруд.
При підготовці та проведенні чемпіонату світу з біатлону 2016 було задіяно близько 1300 волонтерів.

### Партнери чемпіонату
| Міжнародні спонсори - BMW - Viessmann - DKB - E.ON - Bauhaus - IFS - Polar | Стратегічні партнери - Муніципалітет Осло - Flytoget - DNB - Scandic - Nammo | Комерційні партнери - Spar - Riis Bilglass - Fridays - Block Watne - Elfag Партнери з благодійності - Kreftforeningen - Right To Play - LHL | Офіційні постачальники - BMW - Dale of Norway - ALI - IDE House of Brands - Securitas - The HMK Class - Europcar - Manpower - Ruter | - JCPr - Megaprint - Brandlab - Aftenposten - Antibac - Columbia - Idrettshelse - Baker Hansen - Gilde | - Moods of Norway - Coca-Cola - P4 - Olden - Freia - Bouvet - Bama - Swix |

## Інфраструктура

### Спортивна інфраструктура
Змагання проводились на базі Національної арени Голменколлена. Розташований тут біатлонний стадіон отримав від IBU на період 2009—2017 ліцензію А, й здатний вмістити 25 000 осіб. Стрільбище обладнане 30 мішенями Kurvinen.
Найнижча точка біатлонної траси 315 м, найвища — 370 м. Для змагань організаторами були підготовлені кола довжиною 2 км, 2,5 км, 3 км, 3,3 км та 4 км.

### Готелі

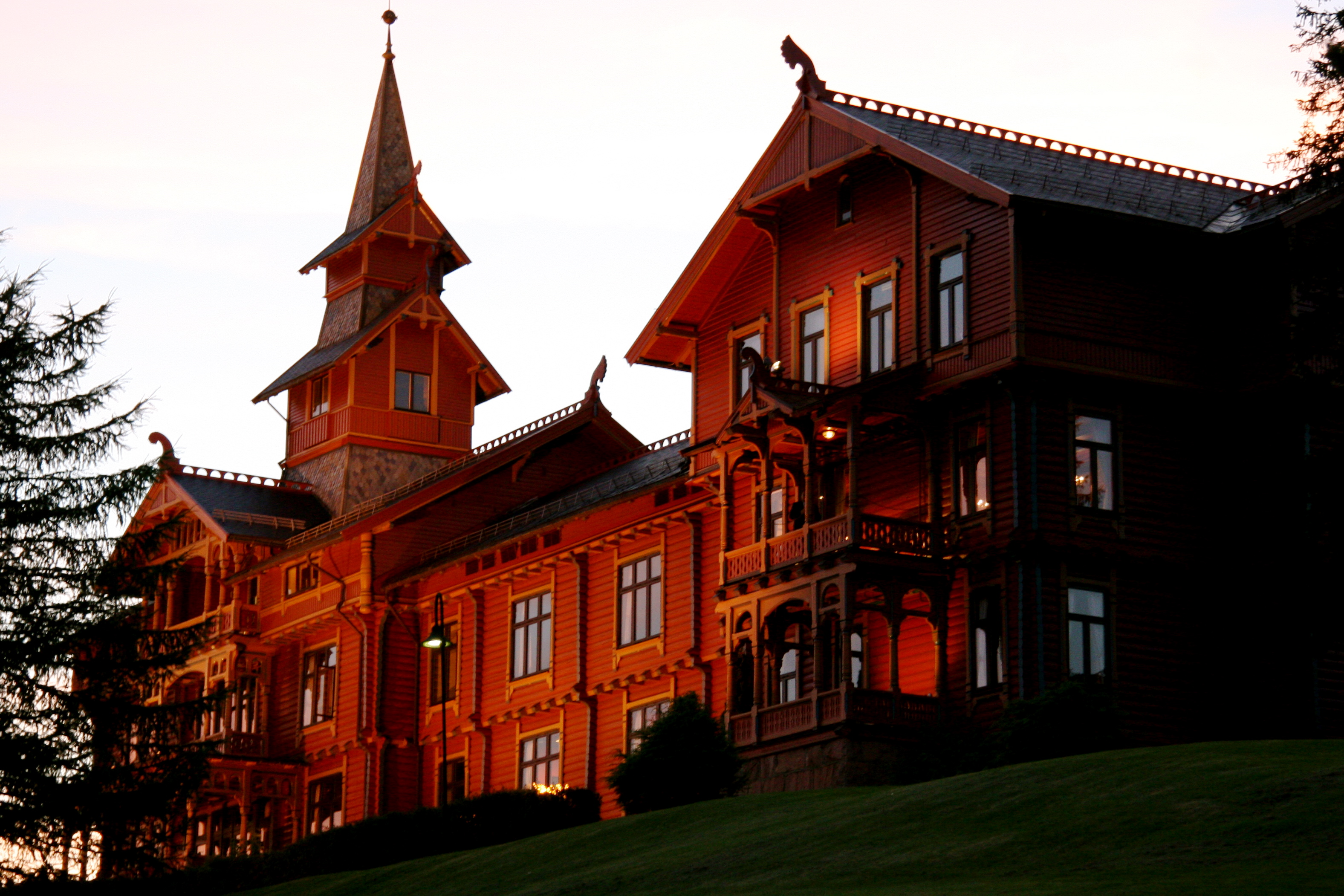
Scandic Holmenkollen Park Hotel

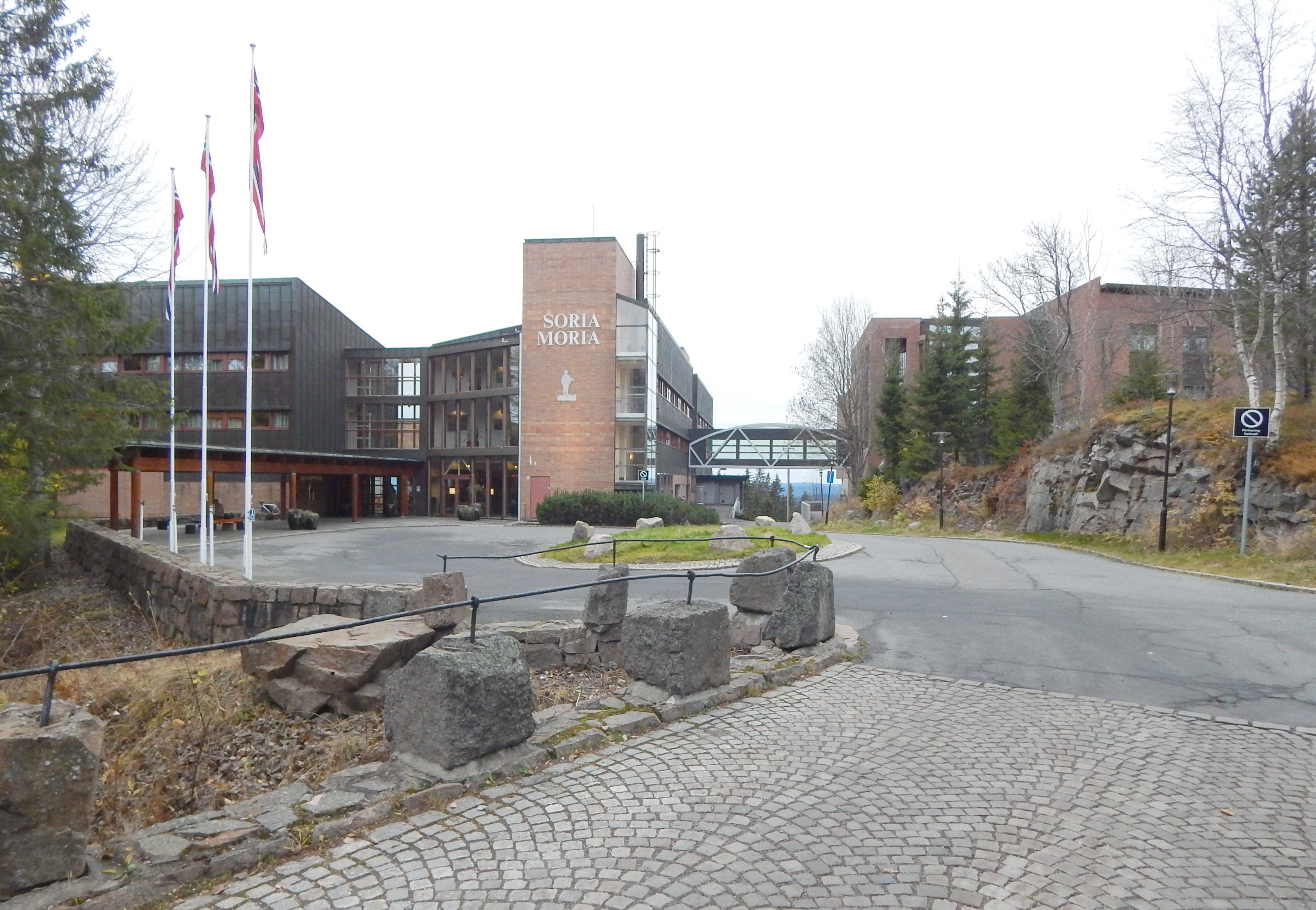
Soria Moria Hotel

Для розміщення учасників чемпіонату було представлено три категорії готелів, що різнились між собою віддаленістю від біатлонного стадіону й, відповідно, ціною.
| Категорія | Готель                          | Віддаленість     |
| --------- | ------------------------------- | ---------------- |
| А         | Scandic Holmenkollen Park Hotel | поблизу стадіону |
| А         | Soria Moria Hotel               | 2,5 км           |
| B         | Thon Hotel Ullevaal             | 7,5 км           |
| C         | Haraldsheim Hostel              | 10,5 км          |

Збірні України, Росії, Франції, Польщі, Білорусі, Латвії проживали в Scandic Holmenkollen Park Hotel. Збірні Чехії, Німеччини — в Soria Moria Hotel.

## Символіка

### Талісман
Талісманом Чемпіонату світу з біатлону 2016 стала білка блакитного кольору. Варіанти імен для талісмана міг запропонувати кожен бажаючий. Журі, що складалося з представників норвезьких медіа — Гаральда Тіннеса та Йона Маріуса Хютебакка, голови організаційного комітету Пера Бергеруда визначило найбільш вдалі варіанти. Шляхом народного голосування серед них було вибране ім'я маскота — Блінк (норв. Blink — «мішень»).

### Офіційна пісня
Офіційною піснею чемпіонату стала, записана лейблом Eccentric Music пісня Miracles, котру виконали Олександр Рибак, Gaute Ormåsen та хор Oslo Soul Children.

## Церемонії та артпрограма

### Церемонія відкриття
Церемонія відкриття Чемпіонату світу з біатлону 2016 пройшла 2 березня на Університетській площі (Universitetsplassen). Ведучою була Надя Хаснауі. На церемонії виступили міністр культури Норвегії Лінда Хеллеланн, мер Осло Марріане Борген, президент Міжнародного союзу біатлоністів (IBU) Андерс Бессеберг.
В рамках шоу-частини церемонії виступили Олександр Рибак, Gaute Ormåsen, дитячий хор Oslo Soul Children, Фредді Калас, Крістель Алсос, Венке Міре.

### Церемонії нагородження

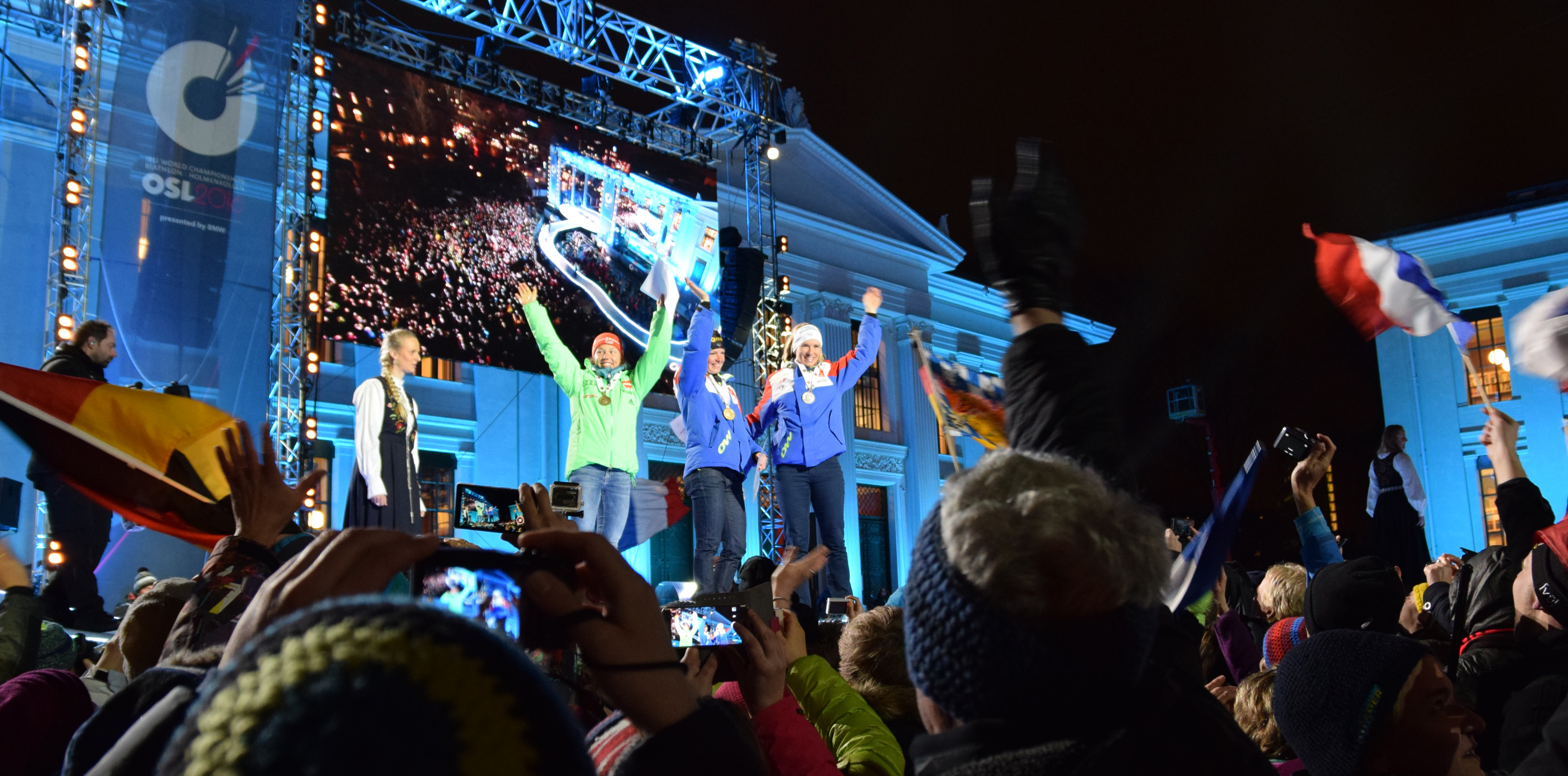
Церемонія нагородження призерів жіночої індивідуальної гонки. 9 березня

Безпосередньо після завершення кожної з гонок відбувалась квіткова церемонія, в якій брали участь спортсмени, що фінішували в першій шістці. Вручення медалей переможцям відбувалось на Університетській площі в Осло увечері після гонки.

## Розклад змагань
Розклад гонок наведено нижче.
| Дата       | Час       | Гонка                                |
| ---------- | --------- | ------------------------------------ |
| 3 березня  | 15:30 CET | Змішана естафета                     |
| 5 березня  | 11:30 CET | Спринт, чоловіки, 10 км              |
| 5 березня  | 14:30 CET | Спринт, жінки, 7,5 км                |
| 6 березня  | 13:30 CET | Переслідування, чоловіки, 12,5 км    |
| 6 березня  | 15:45 CET | Переслідування, жінки, 10 км         |
| 9 березня  | 15:30 CET | Індивідуальна гонка, жінки, 15 км    |
| 10 березня | 15:30 CET | Індивідуальна гонка, чоловіки, 20 км |
| 11 березня | 15:30 CET | Жінки, естафета, 4x6 км              |
| 12 березня | 15:30 CET | Чоловіки, естафета, 4x7,5 км         |
| 13 березня | 13:00 CET | Мас-старт, жінки, 12,5 км            |
| 13 березня | 16:00 CET | Мас-старт, чоловіки, 15 км           |

## Медалісти та призери

### Чоловіки
| Гонка:                              | Золото:                                                                  | Час                                                       | Срібло:                                                       | Час                                       | Бронза:                                               | Час                                                   |
| Індивідуальна гонка, 20 км Протокол | Мартен Фуркад Франція                                                    | 49:13.9 (0+1+0+0)                                         | Домінік Ландертінгер Австрія                                  | +5.1 (0+0+0+0)                            | Сімон Едер Австрія                                    | +14.4 (0+0+0+0)                                       |
| Спринт 10 км Протокол               | Мартен Фуркад Франція                                                    | 25:35.4 (0+0)                                             | Уле-Айнар Б'єрндален Норвегія                                 | +26.9 (0+0)                               | Сергій Семенов Україна                                | +27.6 (0+0)                                           |
| Персьют 12,5 км Протокол            | Мартен Фуркад Франція                                                    | 32:56.5 (0+0+1+2)                                         | Уле-Айнар Б'єрндален Норвегія                                 | +20.1 (1+0+0+1)                           | Еміль Гегле Свендсен Норвегія                         | +31.2 (0+0+0+1)                                       |
| Мас-старт 15 км Протокол            | Йоганнес Бо Норвегія                                                     | 37:05.1 (0+0+1+0)                                         | Мартен Фуркад Франція                                         | +2.8 (1+0+0+0)                            | Уле-Айнар Б'єрндален Норвегія                         | +6.7 (0+0+0+0)                                        |
| Естафета 4 x 7,5 км Протокол        | Норвегія Уле-Айнар Б'єрндален Тар'єй Бо Йоганнес Бо Еміль Хегле Свендсен | 1:13:16.8 (0+0) (0+2) (0+1) (0+1) (0+0) (0+0) (0+0) (0+2) | Німеччина Ерік Лессер Бенедикт Долль Арнд Пайффер Сімон Шемпп | +11.5 (0+0) (0+0) (0+1) (0+1) (0+0) (0+1) | Канада Крістіан Гоу Натан Сміт Скотт Гоу Брендан Грін | +23.4 (0+0) (0+0) (0+1) (0+1) (0+0) (0+3) (0+0) (0+0) |

### Жінки
| Гонка:                       | Золото:                                                                  | Час                                                       | Срібло:                                                         | Час                                                  | Бронза:                                                                          | Час                                                   |
| Індивідуальна 15 км Протокол | Марі Дорен-Абер Франція                                                  | 44:02.8 (0+0+0+1)                                         | Анаїс Бескон Франція                                            | +12.2 (0+0+0+1)                                      | Лаура Дальмаєр Німеччина                                                         | +1:17.8 (1+0+1+0)                                     |
| Спринт 7,5 км Протокол       | Тіріл Екгофф Норвегія                                                    | 21:10.8 (0+0)                                             | Марі Дорен-Абер Франція                                         | +15.0 (0+0)                                          | Лаура Дальмаєр Німеччина                                                         | +19.8 (1+0)                                           |
| Персьют 10 км Протокол       | Лаура Дальмаєр Німеччина                                                 | 30:49.2 (0+0+0+0)                                         | Доротея Вірер Італія                                            | +48.3 (0+1+1+0)                                      | Марі Дорен-Абер Франція                                                          | +57.3 (0+0+2+1)                                       |
| Мас-старт 12,5 км Протокол   | Марі Дорен-Абер Франція                                                  | 35:28.5 (0+0+0+0)                                         | Лаура Дальмаєр Німеччина                                        | +7.3 (0+0+1+0)                                       | Кайса Мякяряйнен Фінляндія                                                       | +8.1 (0+0+1+0)                                        |
| Естафета 4 x 6 км Протокол   | Норвегія Сюнневе Сулемдаль Фанні Гурн-Біркеланд Тіріл Екгофф Марте Олсбю | 1:07:10.0 (0+0) (0+0) (0+1) (0+1) (0+0) (0+0) (0+2) (0+2) | Франція Жустін Бреза Анаїс Бескон Анаїс Шевальє Марі Дорен-Абер | +5.3 (0+3) (0+2) (0+0) (0+0) (0+0) (0+1) (0+2) (0+0) | Німеччина Франциска Пройс Франціска Гільдебранд Марен Гаммершмідт Лаура Дальмаєр | +28.6 (0+0) (0+2) (0+0) (0+0) (0+0) (0+2) (0+0) (0+0) |

### Змішана естафета
| Гонка:                                          | Золото:                                                              | Час                                                       | Срібло:                                                                  | Час                                      | Бронза:                                                 | Час                                                   |
| Змішана естафета 2 x 6 км + 2 x 7,5 км Протокол | Франція Анаїс Бескон Марі Дорен-Абер Кентен Фійон Майє Мартен Фуркад | 1:14:01.0 (0+0) (0+3) (0+0) (0+1) (0+2) (0+1) (0+0) (0+1) | Німеччина Франциска Пройс Франциска Гільдебранд Арнд Пайффер Сімон Шемпп | +4.3 (0+2) (0+0) (0+0) (0+1) (0+1) (0+1) | Норвегія Марте Олсбю Тіріл Екгофф Йоганнес Бо Тар'єй Бо | +14.4 (0+1) (0+0) (0+2) (0+2) (0+1) (0+1) (0+3) (0+0) |

## Медальний залік
| Місце | Країна    |   |   |   | Всього |
| ----- | --------- | - | - | - | ------ |
| 1     | Франція   | 6 | 4 | 1 | 11     |
| 2     | Норвегія  | 4 | 2 | 3 | 9      |
| 3     | Німеччина | 1 | 3 | 3 | 7      |
| 4     | Австрія   | 0 | 1 | 1 | 2      |
| 5     | Італія    | 0 | 1 | 0 | 1      |
| 6     | Україна   | 0 | 0 | 1 | 1      |
| 6     | Канада    | 0 | 0 | 1 | 1      |
| 6     | Фінляндія | 0 | 0 | 1 | 1      |

| Місце | Спортсмен*                  |   |   |   | Всього |
| ----- | --------------------------- | - | - | - | ------ |
| 1     | Мартен Фуркад (FRA)         | 4 | 1 | 0 | 5      |
| 2     | Марі Дорен-Абер (FRA)       | 3 | 2 | 1 | 6      |
| 3     | Йоганнес Бо (NOR)           | 2 | 0 | 1 | 3      |
| 3     | Тіріл Екгофф (NOR)          | 2 | 0 | 1 | 3      |
| 4     | Уле-Ейнар Б'єрндален (NOR)  | 1 | 2 | 1 | 4      |
| 5     | Анаїс Бескон (FRA)          | 1 | 2 | 0 | 3      |
| 6     | Лаура Дальмаєр (GER)        | 1 | 1 | 3 | 5      |
| 7     | Марте Олсбю (NOR)           | 1 | 0 | 1 | 2      |
| 7     | Тар'єй Бо (NOR)             | 1 | 0 | 1 | 2      |
| 7     | Еміль Гегле Свендсен (NOR)  | 1 | 0 | 1 | 2      |
| 8     | Арнд Пайффер (GER)          | 0 | 2 | 0 | 2      |
| 8     | Сімон Шемпп (GER)           | 0 | 2 | 0 | 2      |
| 9     | Франциска Гільдебранд (GER) | 0 | 1 | 1 | 2      |
| 9     | Франциска Пройс (GER)       | 0 | 1 | 1 | 2      |